# 新竹市立ガラス工芸博物館
新竹市立ガラス工芸博物館（しんちくしりつがらすこうげいはくぶつかん、略称:玻工館）は台湾・新竹市東区に位置する博物館。

## 概要
建造物は1936年、当時日本の建築家手島誠吾により設計され、日本の皇族および高官が台湾を視察する際の滞在及び各種式典を開催する新竹州自治会館として建築された。
戦後は接收委員会が設置され、その後は米軍顧問団（MAAG）の進駐所や憲兵詰所と変遷したが、1999年12月18日、季鉄男及び陳国寧教授が共同設計を立案し、産業振興を目的とした非営利組織、観光業との複合的発展を目的とした博物館としてオープンした。2017年には市政府により文化資産（歴史建築）登録が決定された。
|                |
| 戦前の自治会館 |